# Łąkorz
Łąkorz (Duits: Langkorch) is een plaats in het Poolse district Nowomiejski, woiwodschap Ermland-Mazurië. De plaats maakt deel uit van de gemeente Biskupiec en telt 900 inwoners.